# Chechakhata
Chechakhata é uma vila no distrito de Jalpaiguri, no estado indiano de Bengala Ocidental.

## Demografia
Segundo o censo de 2001, Chechakhata tinha uma população de 6847 habitantes. Os indivíduos do sexo masculino constituem 54% da população e os do sexo feminino 46%. Chechakhata tem uma taxa de literacia de 84%, superior à média nacional de 59,5%; a literacia no sexo masculino é de 88% e no sexo feminino é de 79%. 8% da população está abaixo dos 6 anos de idade.